# بونس دي ليون
بونس دي ليون (بالإنجليزية: Ponce de Leon)‏ هي مدينة أمريكية تقع في ولاية فلوريدا. تبلغ مساحة هذه المدينة 12.8 (كم²)،ويبلغ عدد سكانها 598 نسمة حسب إحصاء سنة 2010 م 598.تشير إحصاءات سنة 2000م بأن الكثافة السكانية في هذه المدينة تقدر بـ(35.7) نسمة/كم2 